# Estación Carachillas
Carachilla fue una estación ferroviaria correspondiente al Longitudinal Norte ubicada en la comuna de Ovalle, en la Región de Coquimbo, Chile. Esta estación fue parte de la extensión del ferrocarril desde la Estación Ovalle hasta la estación Paloma. Actualmente la estación no presta servicios.

## Historia
Originalmente, esta estación es parte de la construcción del segmento de ferrocarril entre la estación Ovalle y esta estación; las obras fueron entregadas en 1896.
Sin embargo, esta estación fue suprimida antes de 1958. No quedan restos de la estación.